# Іден Бен Закен
Іден Песія Бен Закен  ( івр. עדן בן זקן  ; народилася 8 червня 1994) — ізраїльська співачка, яка здобула визнання після участі у першому сезоні телешоу X Factor Israel, де вона посіла друге місце. Вона була визнана жінкою року в Ізраїлі 3 рази поспіль.
Вона стала успішною з моменту виходу її першого альбому «מלכת השושנים» (Malkat Hashoshanim, що означає «Королева троянд»). Альбом отримав золотий сертифікат після продажу понад 15 000 копій. У 2015 році Бен Закен отримала титул «Співачка року» від кількох ізраїльських радіостанцій, телеканалу 24 і популярного інтернет-сайту Mako. Вона знову виграла цей титул у 2016 та 2017 роках. У 2017 році Бен Закен отримала ще один титул «Співачка року» від громадської радіостанції «Кан Гімель», а також титул «Жінка року» від найпопулярнішої радіостанції Ізраїлю «Галгалац».

## Раннє життя
Бен Закен народилася в Єрусалимі, в сім'ї ізраїльтян, які народилися в Ізраїлі, і мають ашкеназьке польсько-єврейське та марокканське єврейське походження. Її батьки - Майя, вчителька, та Шай, підполковник Армії оборони Ізраїлю. У віці одного року її сім'я переїхала до північного міста Кір'ят-Шмона.
У дитинстві Бен Закен часто пропускала школу, і в 2008 році, у віці 14 років, її відправили до школи-інтернату. В одинадцятому класі вона повернулася додому, і почала навчатися в приватній середній школі. У 2013 році, після участі в X Factor Israel, переїхала до Рамат-Гана. У липні 2014 року Бен Закен була призвана до армії на два роки служби.
У віці 17 років Бен Закен брала участь у прослуховуванні дев'ятого сезону «Кохав Нолад», але не пройшла далі. 2013 року, коли їй було 18 років, Бен Закен запросили на прослуховування X Factor Israel. Згодом Бен Закен пройшла далі, і її виступ став популярним. Вона також була в дівочій команді Рамі Фортіса, дійшла до фіналу в прямому ефірі і посіла друге місце після Роуз Фостанес.

## Кар'єра
Після X Factor, вона почала працювати над своїм першим альбомом. У травні 2014 року вона співпрацювала з гуртом ethnix у пісні «מקסיקאנה» (Mexicana).

### 2015: Дебютний альбом: מלכת השושנים (Queen Of The Roses)
Її перший сингл, «מנגינה» («Mangina», що означає «Мелодія»), вийшов у січні 2015 року, через рік після закінчення першого сезону X Factor Israel. Сингл мав успіх і отримав хороші відгуки; він досяг шостого місця в тижневому чарті Media Forest, і 13 місця в річному чарті, складеному 24-м каналом і кількома радіостанціями.
Її другий сингл «מלכת השושנים» (Малкат Хашошанім, що означає «Королева троянд»), випущений у травні 2015 року, одразу ж став хітом. Вона досягла четвертого місця в тижневому чарті Media Forest і шостого місця в річному чарті, складеному 24 каналом і кількома радіостанціями. Пісня зібрала 29 мільйонів переглядів на YouTube. У серпні вийшов третій сингл «שיכורים מאהבה» (Шикорім ме-ахава, що означає «П'яний від кохання»), який також став хітом - посівши третє місце в тижневому чарті Media Forest.
Дебютний альбом Бен Закен «מלכת השושנים» («Малкат хашошанім», що означає «Королева троянд») вийшов у вересні 2015 року і отримав переважно хороші відгуки, які високо оцінили її голос і навіть порівняли її з Саріт Хадад. Кілька пісень з альбому стали хітами, в тому числі «פיסה מזכרוני» (Pisa mezehroni, що означає «Шматочок з моєї пам'яті»), яка досягла другого місця в щотижневому чарті Media Forest. 1 грудня альбом отримав золотий сертифікат після продажу 15 000 копій і подвійну платину після досягнення 50 000 цифрових завантажень.

### 2016: Другий альбом: תאמין לי (Believe Me)
Перший сингл з альбому, «תאמין לי» (Ta'amin li, що означає «Повір мені»), вийшов 12 березня. Пісня посіла третє місце у щотижневому чарті Media Forest.
У червні 2016 року Бен Закен співпрацював з Пеер Тасі над піснею «כל העיר שלנו» (Kol Ha'ir shelanu, що означає «Все місто наше»), другим синглом альбому. Пісня отримала погані відгуки і досягла восьмого місця в тижневому чарті Media Forest, але мала успіх в Інтернеті і досягла 15 мільйонів переглядів на YouTube.
Третій сингл «תזיזו» (Tazizu, що означає «Рухай (щось)»), випущений у серпні 2016 року. Пісня мала великий успіх - вона посіла третє місце в тижневому чарті Media Forest, стала новою піснею-темою кабельного каналу Arutz HaYeladim і досягла 33-го місця в річному чарті Galgalatz.
Її другий альбом «תאמין לי» (Taamin li, що означає “Повір мені”), вийшов у вересні 2016 року.  Альбом отримав змішані відгуки, деякі з них хвалили Бен Закан за зрілі слова і унікальний музичний стиль, який вона розробила (поєднання східної музики і соул-музики) в альбомі.
Пісні «כשאתפרק» (Кше'етпарек, що означає «Коли я розвалюся») та «אין לי אותך» (Ейн лі отча, що означає «У мене немає тебе») з альбому стали популярними, а пісні «ג'נטלמן» (Панове) та «בחור מזהב» (Бахур мізахав, що означає «Хлопець із золота») стали хітами серед любителів східної музики.
Ще одна успішна пісня з альбому - «אף אחד» (Аф ехад, що означає «Ніхто»), яка досягла другого місця в тижневому чарті Media Forest, першого місця в тижневому плейлисті Gagalatz, восьмого місця в річному чарті Galgalatz і шостого місця в річному чарті «Решет Ґімель». П'ята пісня з альбому, «הייתי חוזרת» (гаїтянською hozeret, що означає «Я б повернувся»), вийшла в листопаді 2016 року і отримала хороші відгуки за оригінальність і за те, що це її перша чиста соул-пісня (не змішана з іншими стилями музики).
Альбом отримав платиновий сертифікат у ніч прем'єри, продавши 40 000 копій менш ніж за два місяці. 

### 2017- сьогодні: Третій альбом: לזאת שניצחה (Тому, Хто Переміг)
Перший сингл з альбому, «לזאת שניצחה» (Lezot shenitzha, що означає «Тому, хто переміг»), вийшов 12 лютого і досяг п'ятого місця в тижневому чарті Media Forest.
Бен Закен виступала в театрі Кесарії перед 3 500 глядачами тричі - 16 травня, 1 липня і 2 вересня. Її критикували за нездатність «тримати» повноцінне шоу як головна співачка. Вона також виступала в султанському басейні, ще одному відомому концертному майданчику в Ізраїлі.
Другий сингл з альбому, «רציתי» (Рацціті, що означає «Я хотів»), вийшов 13 червня. Він був більш успішним, ніж перший сингл, і став однією з «пісень року» - досяг першого місця в тижневому чарті Galgalatz, другого місця в тижневому чарті Media Forest, другого місця в річному чарті «Kan Gimel» і дев'ятого місця в річному чарті Galgalatz.
Третій сингл, «כולם באילת» (Kulam Be'eilat, що означає «Всі в Ейлаті») був випущений 2 серпня.
Бен Закен була обрана суддею третього сезону X Factor Israel замість Ширі Маймон, яка пішла в декретну відпустку.
Її третій альбом, «לזאת שניצחה» («Лезот шеніца», що означає «Тому, хто переміг»), вийшов 6 вересня. Цього 2017 року Бен Закен отримала звання «співачка року» від «Кан Гімель» та звання «жінка року» від «Ґальґалац». П'ять пісень Бен Закен увійшли до щорічного чарту Galgalatz, дві з них - до першої десятки, що є абсолютним рекордом для співачки.
У 2024 році вона з'явилася на новому синглі «Godmother», треку з Noga Erez на її альбомі The Vandalist.

## Особисте життя
Бен Закен заручилася у лютому 2017 року з Шукі Бітон, що надихнуло її на пісню «Meoreset» («Заручені»). Вони одружилися у травні 2018 року. У травні 2020 року вона народила їм сина Мішеля Мішу Бітона.
Її унікальний музичний стиль поєднує музику Мізрахі, соул, поп та R&B. На неї вплинули Еяль Голан, Саріт Хадад, Крістіна Агілера та Бейонсе.

## Дискографія

### Студійні альбоми
- 2015: מלכת השושנים (Королева троянд)
- 2016: תאמין לי (Повір мені)
- 2017: לזאת שניצחה (Тому, хто переміг)
- 2019: חיים שלי (Моє життя)
- 2021: מועבט (Moabet)
- 2022: עם או בלי לאהוב (з коханням чи без)
- 2023: 7
- 2024: דם שלי (Моя кров)

## Нагороди та номінації
- В «Ізраїльському щорічному чарті» (5775 рік за івритським календарем - 2014\2015) 24 каналу і радіо Хайфи, радіо Тель-Авіва, Південного радіо і 99.5 Гарячий як вогонь радіо - у цьому чарті її пісня «מנגינה» посіла 13 місце, а пісня «מלכת השושנים» - шосте місце.[12] Наступного року вона знову здобула звання «співачки року», а пісня «תאמין לי» посіла четверте місце в хіт-параді.[30]
- Перший ізраїльський музичний кліп, який набрав 20 мільйонів переглядів на YouTube.
- Номінація на звання «Європейський артист року» за версією MTV.
- Її перший альбом «מלכת השושנים» отримав золотий сертифікат після продажу 15 000 копій і подвійну платину за 50 000 цифрових завантажень.[17]
- «Найвпливовіший ізраїльтянин у віці 22 років»,[31] 2016 рік.[32]
- «Співачка року» 2017, у «Церемонії дитячого вибору»
- «Жінка року» в щорічному чарті Galgalatz . [33] У цьому чарті у неї було 5 пісень – найбільша кількість пісень одного виконавця в чарті. [3]
- Титул «Співачка року» від громадської радіостанції «Kan Gimel». [34]